# Brivido caldo (album Matia Bazar)
Brivido caldo è il sedicesimo album dei Matia Bazar, pubblicato dall'etichetta discografica Columbia su CD (catalogo 997 4 97796 2) nel 2000, anticipato dal singolo omonimo: Brivido caldo (2000).

## Descrizione
Primo album della nuova formazione, fa seguito ai consensi ottenuti dal singolo Brivido caldo, presentato al Festival di Sanremo 2000 (ottavo posto).
Vede il ritorno del compositore, polistrumentista, ex-membro fondatore del gruppo ed ora anche produttore discografico, Piero Cassano; gli esordi di Silvia Mezzanotte come cantante solista al posto di Laura Valente e del musicista e arrangiatore Fabio Perversi in sostituzione di Sergio Cossu; la costante presenza del batterista Giancarlo Golzi, unico membro storico a non aver mai lasciato il gruppo.
Sempre nel 2000, viene pubblicato anche in lingua spagnola con il titolo tradotto in Escalofrío cálido.
In Tu dove sei suona la chitarra Carlo Marrale, ex chitarrista del gruppo.

## I brani
Sono tutti cantati da Silvia Mezzanotte e per la maggior parte inediti, eccetto i seguenti 4 pezzi classici del gruppo, ri-arrangiati per valorizzare la voce di Silvia.
| Titolo         | con Antonella Ruggiero       | con Laura Valente | con Silvia Mezzanotte                                | con Roberta Faccani           |
| -------------- | ---------------------------- | ----------------- | ---------------------------------------------------- | ----------------------------- |
| Solo tu        | 1977 - L'oro dei Matia Bazar | —                 | 2000 - Brivido caldo 2002 - Messaggi dal vivo (live) | —                             |
| Vacanze romane | 1983 - Tango                 | 1995 - Radiomatia | "                                                    | —                             |
| Ti sento       | 1985 - Melanchólia           | "                 | "                                                    | 2007 - One1 Two2 Three3 Four4 |
| Cavallo bianco | 1975 - Matia Bazar 1         | "                 | "                                                    | —                             |

La tabella riassume le versioni su album registrate da tutte le soliste del gruppo.

## Tracce
CD
1. Brivido caldo – 4:05 (testo: Giancarlo Golzi – musica: Piero Cassano)
2. Vorrei averti qui – 4:14 (testo: Giancarlo Golzi – musica: Piero Cassano)
3. Non abbassare gli occhi – 4:13 (testo: Aldo Stellita – musica: Piero Cassano)
4. Solo tu – 3:32 (testo: Aldo Stellita – musica: Piero Cassano, Carlo Marrale)
5. Tu dove sei – 3:49 (testo: Giuseppe Andreetto, Giancarlo Golzi – musica: Piero Cassano)
6. Aspettando te – 4:31 (testo: Giancarlo Golzi – musica: Piero Cassano)
7. Fuori da tutto – 4:00 (testo: Giancarlo Golzi – musica: Fabio Perversi, Piero Cassano)
8. Vacanze romane – 4:46 (testo: Giancarlo Golzi – musica: Carlo Marrale)
9. Finirà questa notte – 4:29 (testo: Stefano Piro, Giuseppe Andreetto, Giancarlo Golzi – musica: Piero Cassano)
10. Ti sento – 4:54 (testo: Aldo Stellita – musica: Sergio Cossu, Carlo Marrale)
11. Un giorno d'aprile – 5:00 (testo: Giancarlo Golzi – musica: Piero Cassano)
12. Cavallo bianco – 4:55 (testo: Giovanni Belfiore, Aldo Stellita – musica: Piero Cassano, Carlo Marrale)
13. Sissy (strumentale) – 2:14 (musica: Fabio Perversi, Piero Cassano)

## Formazione
Gruppo
- Silvia Mezzanotte - voce, cori
- Piero Cassano - tastiere, voce, cori
- Fabio Perversi - pianoforte, tastiere, violino elettrico, programmazione
- Giancarlo Golzi - batteria

Altri musicisti
- Maurizio Macchioni - chitarra elettrica e chitarra acustica, cori
- Roberto Cecchetto - collaborazione alla chitarra (4,10,12)
- Carlo Marrale - chitarra e voce in Tu dove sei

## Escalofrío cálido
Escalofrío cálido è la versione destinata al mercato latino del corrispondente album italiano Brivido caldo dei Matia Bazar, pubblicata in Spagna su CD dall'etichetta discografica Konga Music (catalogo CXCD 257) nel 2000.

### Il disco
NON è presente nella discografia ufficiale del gruppo, verosimilmente perché la stessa riporta solo incisioni pubblicate in Italia.
Tutti i brani sono cantati da Silvia Mezzanotte.

### I brani
Le 5 nuove canzoni dell'album Brivido caldo sono proposte nell'inedita versione in spagnolo, mentre gli altri pezzi sono in italiano. Viene anche mantenuta la stessa 'scaletta' di presentazione.
Dei 4 classici del gruppo, compaiono in lingua spagnola l'inedito Vacaciones romanas e Te siento, invece Solo tu e Cavallo bianco sono in italiano.

### Te siento
Versione cantata da Silvia Mezzanotte con testo diverso, più aderente a quello italiano. Il brano era già stato pubblicato, con la voce solista di Ruggiero, sui dischi destinati ai mercati latini: nel 1985 sull'album Melancolía (MoiMix remix) e nel 1986 sul singolo ufficiale. Quest'ultimo è stato anche inserito, rimasterizzato, nella raccolta Fantasia - Best & Rarities del 2011.

### Tracce
CD Spagna (Konga Music CXCD 257)
1. Escalofrío cálido (Brivido caldo) – 4:11 (testo: Giancarlo Golzi – musica: Piero Cassano)
2. Quisiera verte aquí[4] (Vorrei averti qui) – 4:17 (testo: Giancarlo Golzi – musica: Piero Cassano)
3. No bajes los ojos (Non abbassare gli occhi) – 4:06 (testo: Aldo Stellita – musica: Piero Cassano)
4. Solo tu – 3:35
5. Tu dove sei – 4:03
6. Esperándote (Aspettando te) – 4:33 (testo: Giancarlo Golzi – musica: Piero Cassano)
7. Fuori da tutto – 4:04
8. Vacaciones romanas (Vacanze romane) – 4:47 – Inedito
9. Al final de esta noche[5] (Finirà questa notte) – 4:32 (testo: Stefano Piro, Giuseppe Andreetto, Giancarlo Golzi – musica: Piero Cassano)
10. Te siento (Ti sento) – 4:57 (testo: Aldo Stellita – musica: Sergio Cossu, Carlo Marrale)
11. Un giorno d'aprile – 5:01
12. Cavallo bianco – 4:56
13. Sissy (strumentale) – 2:16